# 12-й армейский корпус (Великая армия)
12-й армейский корпус Великой Армии - фр. 12e corps d'armée) — образован 24 апреля 1813 года. Корпус состоял из одной баварской и двух французских пехотных дивизий. После сражения при Денневице, Наполеон 17 сентября 1813 года распустил корпус, и распределил его подразделения по другим формированиям.

## Состав корпуса
- 13-я пехотная дивизия (дивизионный генерал Мишель Пакто)
- 14-я пехотная дивизия (дивизионный генерал Гийом Латрий де Лорансе, затем с 8 июля Арман Гийемино)
- 29-я пехотная (баварская) дивизия (генерал-лейтенант Клеменс фон Раглович)

## Командующие корпусом
- маршал Николя Удино (24 апреля – 17 сентября 1813)